# Acinodendron sanguineum
Acinodendron sanguineum là một loài thực vật có hoa trong họ Mua. Loài này được (D. Don) Kuntze mô tả khoa học đầu tiên năm 1891.